# Dast-e Lut

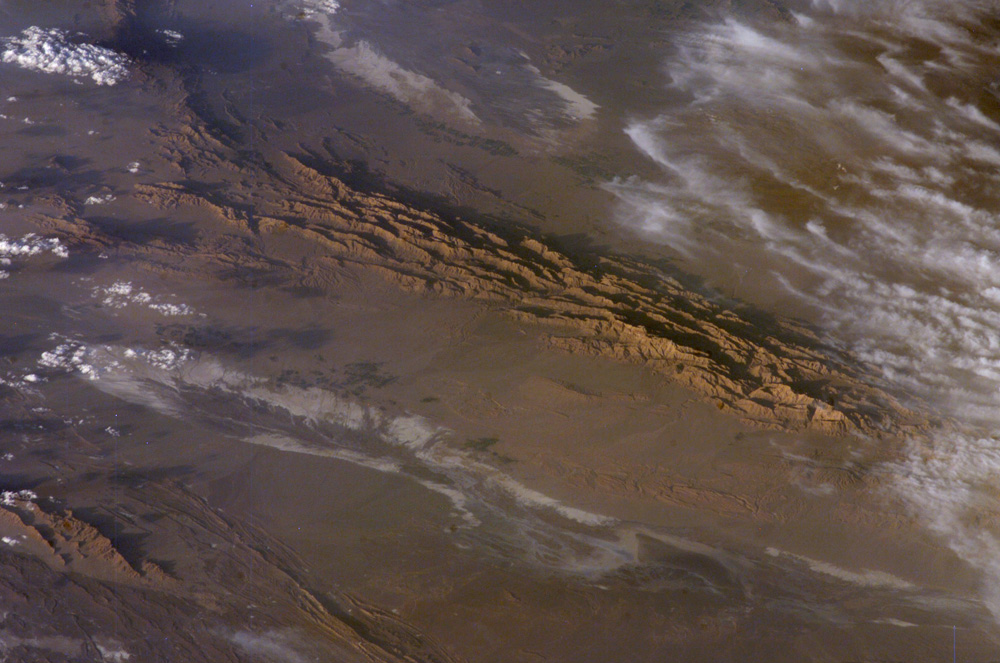
A Dast-e Lut (műholdfeltétel)

A Dast-e Lut (újperzsa nyelven: دشت لوت) Irán legnagyobb, a Föld 25. legnagyobb sivataga.
A mintegy 800 km hosszú, 600 km széles, kb. 55 000–80 000 km² területű zonális sósivatag a Zagrosz-hegységtől délnyugatra húzódik, északon a Dast-e Kavírhoz csatlakozik. Rendkívül kevés csapadékot kap, a hőmérséklet nyáron megközelítheti a 70 °C-t is, a Föld legforróbb pontjának számít.

## Leírása
Irán az afrikai-ázsiai sivatagi öv éghajlati része, amely Nyugat-Afrikából a Zöld-foki-szigetekig, és egészen Mongóliáig terjed. A foltos, hosszúkás, világos színű rész előterében (párhuzamosan a hegylánccal) a Dast a száraz tavak legészakibb területe, amely délen, 300 kilométerig húzódik. A közeli trópusi sivatag megemelt területei a legtöbb csapadékot elfogják. Ennek eredményeként a sivatag nagyrészt abiotikus zóna.
A Dast-e Lut földrajzilag egy vízelvezető medencékre osztott hegyvidéki fennsík, mely egyike a legnagyobb sivatagi medencéknek. 480 kilométer hosszú és 320 kilométer széles, és a Föld egyik legszárazabb helyének számít. A sivatag területe mintegy 51 800 négyzetkilométer.
A másik nagy medence a Dast-e Kavír. A tavaszi nedves szezon alatt a víz rövid ideig a Kerman-hegységről folyik, de hamarosan kiszárad, és csak kőzeteket, homokot és sót hagy maga után.
A Dast-e Lut keleti része egy alacsony síkság, melyet sós részek borítanak. Ezzel szemben a központi részén a szél párhuzamos gerinceket és barázdákat épít, több mint 150 km-en, magasságuk eléri a 75 métert is. A délkeleti része szaharai homok szerű, 300 méter magas dűnékkel, melyek a világ legmagasabb dűnéi közé tartoznak.
Dast-e Lut 2016-tól a természeti világörökség része.

### A legforróbb földterület
A 2003 és 2010 között telepített MODIS (mérsékelt felbontású képalkotó spektroradiométer) NASA Aqua műholdjának mérései azt mutatták, hogy a Föld legforróbb földfelszíne a Dast-e Lut területén található, és a felszíni hőmérsékletek elérik a 70,7 °C értéket.
A Dast-e Lut legforróbb része a Gandom Beryan, egy nagy fennsík, melyet sötét láva borított, körülbelül 480 négyzetkilométer területen. Egy helyi legenda szerint a név (a perzsa fordításból – „pirított búza”) olyan balesetből ered, ahol egy búzarészt hagytak a sivatagban, amelyet néhány nap múlva megégetett a hő.

## Fordítás
- Ez a szócikk részben vagy egészben  a(z)   دشت_کویر című perzsa Wikipédia-szócikk fordításán alapul.  Az eredeti cikk szerkesztőit annak laptörténete sorolja fel. Ez a jelzés csupán a megfogalmazás eredetét és a szerzői jogokat jelzi, nem szolgál a cikkben szereplő információk forrásmegjelöléseként.
- Ez a szócikk részben vagy egészben  a   Dasht-e Lut című angol Wikipédia-szócikk fordításán alapul.  Az eredeti cikk szerkesztőit annak laptörténete sorolja fel. Ez a jelzés csupán a megfogalmazás eredetét és a szerzői jogokat jelzi, nem szolgál a cikkben szereplő információk forrásmegjelöléseként.